# Trois voyageurs devant une chute d'eau
Trois voyageurs devant une chute d'eau est une estampe ukiyo-e du peintre japonais Ryūsai Shigeharu (柳斎 重春) (1802–1853). Elle représente une scène simple de deux hommes et une femme voyageant à pied à travers la campagne. L'estampe appartient à la collection permanente de la galerie d'art du Japon prince Takamado du Musée royal de l'Ontario au Canada.

## Détails de l'estampe
- Medium : kamigata nishiki-e (上方錦絵?) estampe; encre et couleur sur papier
- Format : tate-e (縦絵?) estampe verticale; ichimai-e (一枚絵?) feuille d'impression unique
- Genre : fūzokuga (風俗画?) scène de genre
- Titre japonais : aucun
- Titre de l'exposition : Trois voyageurs devant une chute d'eau
- Inscription : aucune
- Signature : Ryūsai Shigeharu (柳斎重春画?) dans le coin en bas à droite
- Marque d'éditeur : aucune
- Sceau d'éditeur : aucun
- Sceau de censure : aucun
- Date : aucun
- Crédit : aucune

## Artiste
Bien que né à Nagasaki, Ryūsai Shigeharu (柳窗重春/柳斎重春) (1802/3–1853) s'installe à Osaka vers 1820. Il commence à étudier auprès d'Utagawa (Takigawa) Kunihiro (歌川国広) (fl. c.1815-1841), puis de Yanagawa Shigenobu (柳川重信) (1787–1832). Sa première estampe est publiée en 1820 sous le nom Nagasaki Kunishige (長崎国重), un parmi plusieurs des gō qu'il utilise au long de sa carrière. Il prend le nom Ryūsai Shigeharu en 1825. Il travaille sur plusieurs supports, y compris des impressions sur feuille unique, des illustrations de livres, des affiches de théâtre et des peintures. Il est actif entre c.1820 et 1849, et était, sinon le seul artiste ukiyo-e à Osaka à la fin du XIXe siècle, l'un des très rares sur une scène dominée par les amateurs.

## Sujet
À l'avant et au milieu de la scène, trois voyageurs, deux adultes et un jeune homme, marchent le long d'un chemin dans la campagne avec pour toile de fond une chute d'eau. Les hommes portent des sandales de paille waraji, des kyahan, des épées et leurs kimono disposés de telle sorte que les ourlets leur frôlent les mollets dans le style des voyageurs de l'époque d'Edo. Les trois personnages portent des variantes de chapeau eboshi et de légers kimono bleus ; cependant, chaque vêtement porte un motif différent. Par ailleurs, chaque personnage porte quelque chose. Le garçon un ōgi (éventail pliant) fermé, le personnage central porte le garçon sur ses épaules et la voyageur au premier plan un petit tambour kotsuzumi (小鼓) dans sa main gauche ainsi qu'un grand paquet blanc dans sa main droite.

## Medium et genre
Ryūsai Shigeharu passe ses années les plus productives à Osaka et comme telles, ses œuvres sont classées comme kamigata-e (上方絵). Ce terme est utilisé pour distinguer les impressions produites dans la région de Kamigata (Kyoto et Osaka) de celles produites à Edo. Gagnant en importance à peu près un siècle après l'apparition du style ukiyo-e à Edo, les kamigata-e sont dominés par les kabuki-e (images d'acteurs kabuki) et sont presque entièrement le travail d'amateurs « fans talentueux de kabuki » faisant la promotion de leurs héros. Shigeharu constitue une rare exception à cette règle.
Bien que le « chute d'eau » du titre de l'estampe pourrait suggérer que celle-ci appartient au genre fūkeiga (風景画) de paysage, le point focal est le trio de voyageurs au premier plan. L'image est liée plus étroitement à la tradition fūzokuga (風俗画) de scène de genre. Aussi traduites par « Tableaux de mœurs et coutumes », ces images de personnes engagées dans des activités communes populaires plaisent aux consommateurs d'ukiyo-e grâce à un « grand sens de l'immédiateté, au sentiment que l'observateur/observatrice  est juste là et participe à la scène ». Durant les dernières années de l'époque d'Edo, « le voyage est devenu une forme populaire de loisirs et les plaisirs de l'environnement naturel, des monuments intéressants et des aventures rencontrées lors d'un voyage deviennent une source d'inspiration populaire pour les estampes ukiyo-e de paysage et les livres. 

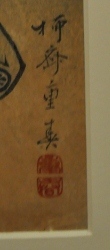
Trois voyageurs devant une chute d'eau, détail de la signature de Ryūsai Shigeharu

## Provenance
Cette estampe a été donnée au Musée royal de l'Ontario par Sir Edmund Walker (1848–1924), président de longue date de la Banque Canadienne de Commerce (en) et premier président du conseil d'administration du musée. Walker a commencé à recueillir l'art japonais dans les années 1870, faisant de lui l'un des premiers collectionneurs d'Amérique du Nord. Il a acheté de nombreuses pièces à New York dans les années 1870 et 80 et pendant un voyage à Londres en 1909. En 1919, après un voyage au Japon, en Chine et en Corée, il est nommé Consul général honoraire du Japon pour Toronto.

## Œuvres en rapport
La popularité des chutes d'eau comme motif des estampes ukiyo-e reçoit un coup de pouce marqué par la publication d'une série de gravures datant d'environ 1832 intitulées Shokoku taki meguri (諸国瀧廻り) (Visite des chutes d'eau des Provinces) par le maître Katsushika Hokusai. Contrairement au dessin de Ryūsai cependant, les huit estampes de la série représentent toutes des chutes d'eau importantes identifiées par leur nom ; elles appartiennent au sous-genre de paysage appelé 名所絵 (meisho-e) (images de sites réputés). Aussi différent est le fait que dans les scènes de Hokusai, l'échelle et la puissance de la chute d'eau sont généralement soulignées par le placement de petites figures humaines au sein de la scène.